# Malurus cyaneus
Malurus cyaneus é uma ave passeriforme, da família Maluridae. É sedentária e territorial, podendo ser encontrada no Sudeste da Austrália. Esta espécie exibe um alto grau de dimorfismo sexual; a macho de plumagem de época reprodutora tem a parte frontal da cabeça de azul brilhante, coberturas auriculares, manto e cauda com uma máscara preta e uma garganta de cor preta ou azul escura. Machos não reprodutores, fêmeas e juvenis são predominantemente de cor castanha acinzentada. Duas subespécies são reconhecidas: o forma maior e mais escura da Tasmânia, cyaneus, e a forma mais pequena e pálida do continente, cyanochlamys.